# Rijksbeschermd gezicht Molenberg
Het rijksbeschermd gezicht Molenberg is een van rijkswege beschermd stadsgezicht in het oostelijke deel van de gemeente Heerlen in de Nederlandse provincie Limburg.

## Beschrijving gebied
De wijk Molenberg is ontworpen door Jan Stuyt in de periode 1919-1920 en is deels bedoeld als arbeiderswijk (mijnkolonie), deels als woonwijk voor andere groepen. In de jaren 1926-27 werd de wijk sterk uitgebreid met woningen naar ontwerp van architect W. Tap. Molenberg werd aangelegd met een sterk gevoel voor hiërarchie. Zo kwamen er aparte woningen voor arbeiders, opzichters, hoofdopzichters, ingenieurs en directeuren. Iedere groep kreeg een eigen, herkenbare woning die niet alleen aan bepaalde stereotiepe uiterlijke kenmerken beantwoordde, maar ook in ligging ten opzichte van de steenkolenmijn. De hoogste functionarissen woonden het dichtst bij de mijn; arbeiders moesten het verst lopen. Op deze manier konden werknemers niet alleen in hun werk promotie nastreven, maar ook in hun woonomgeving binnen één en dezelfde wijk. Een architectonisch hoogtepunt in de wijk vormen de vijf gevarieerde gevels van Molenberglaan 116-124.

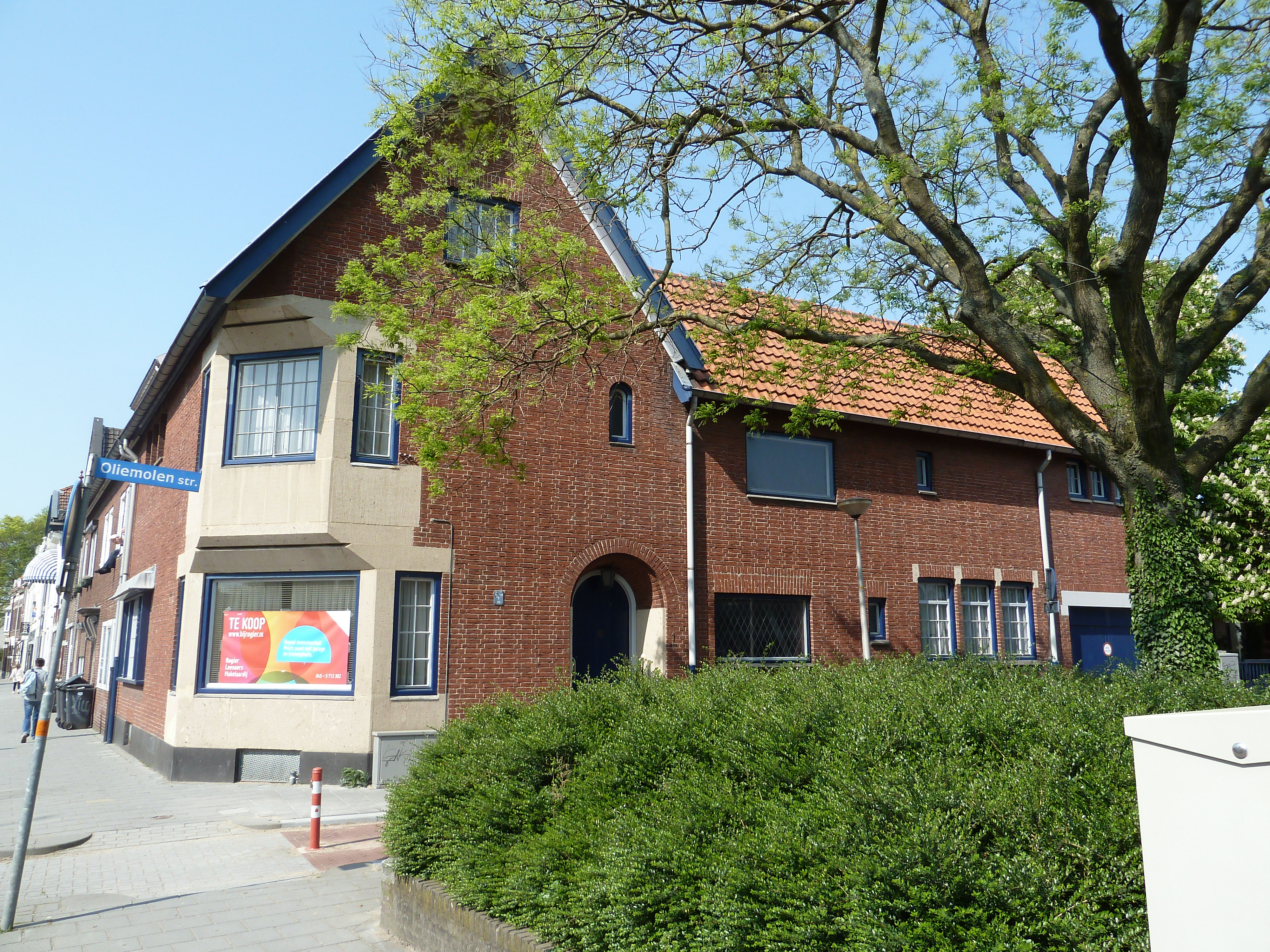
Oliemolenstraat
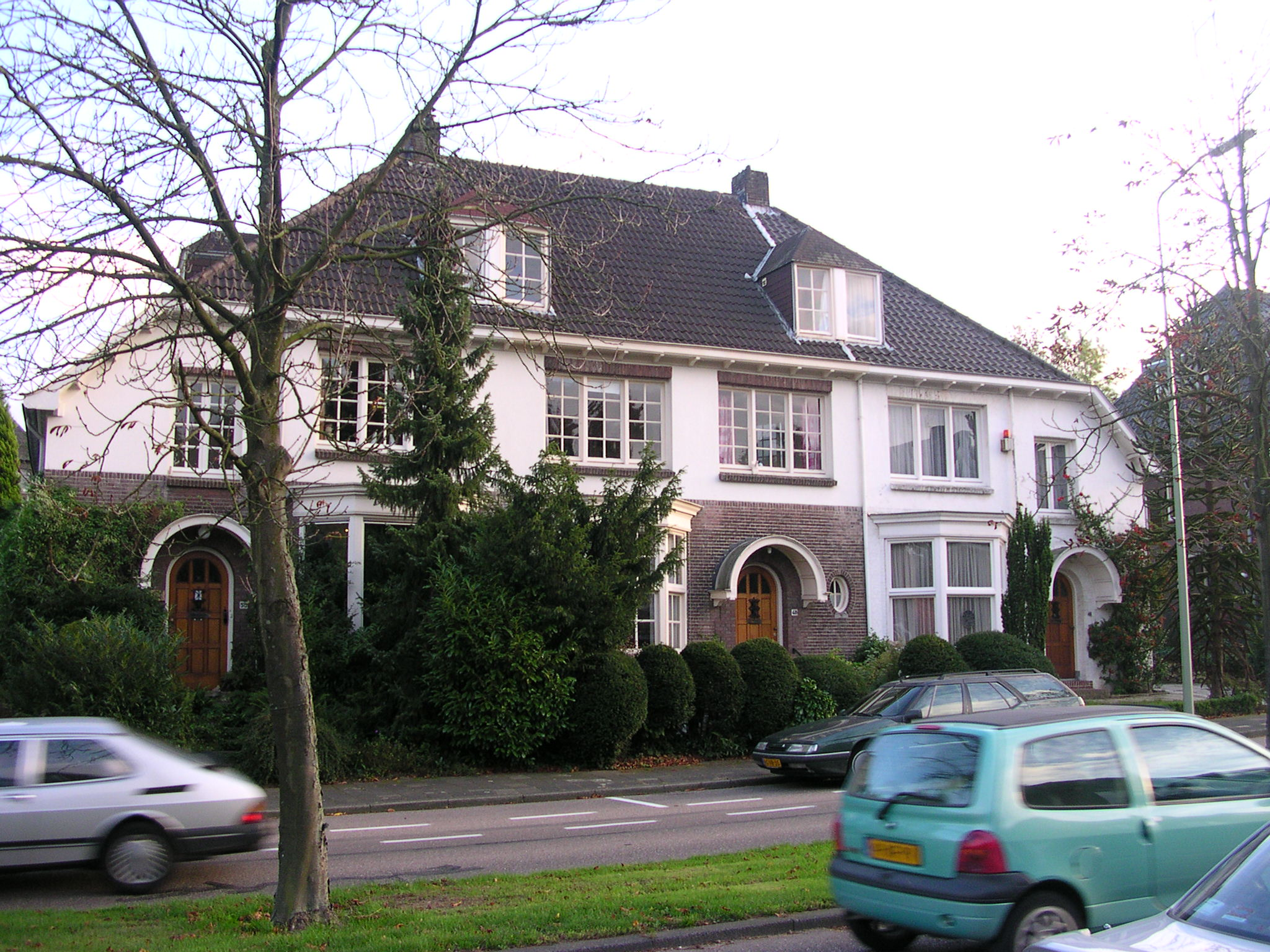
Molenberglaan
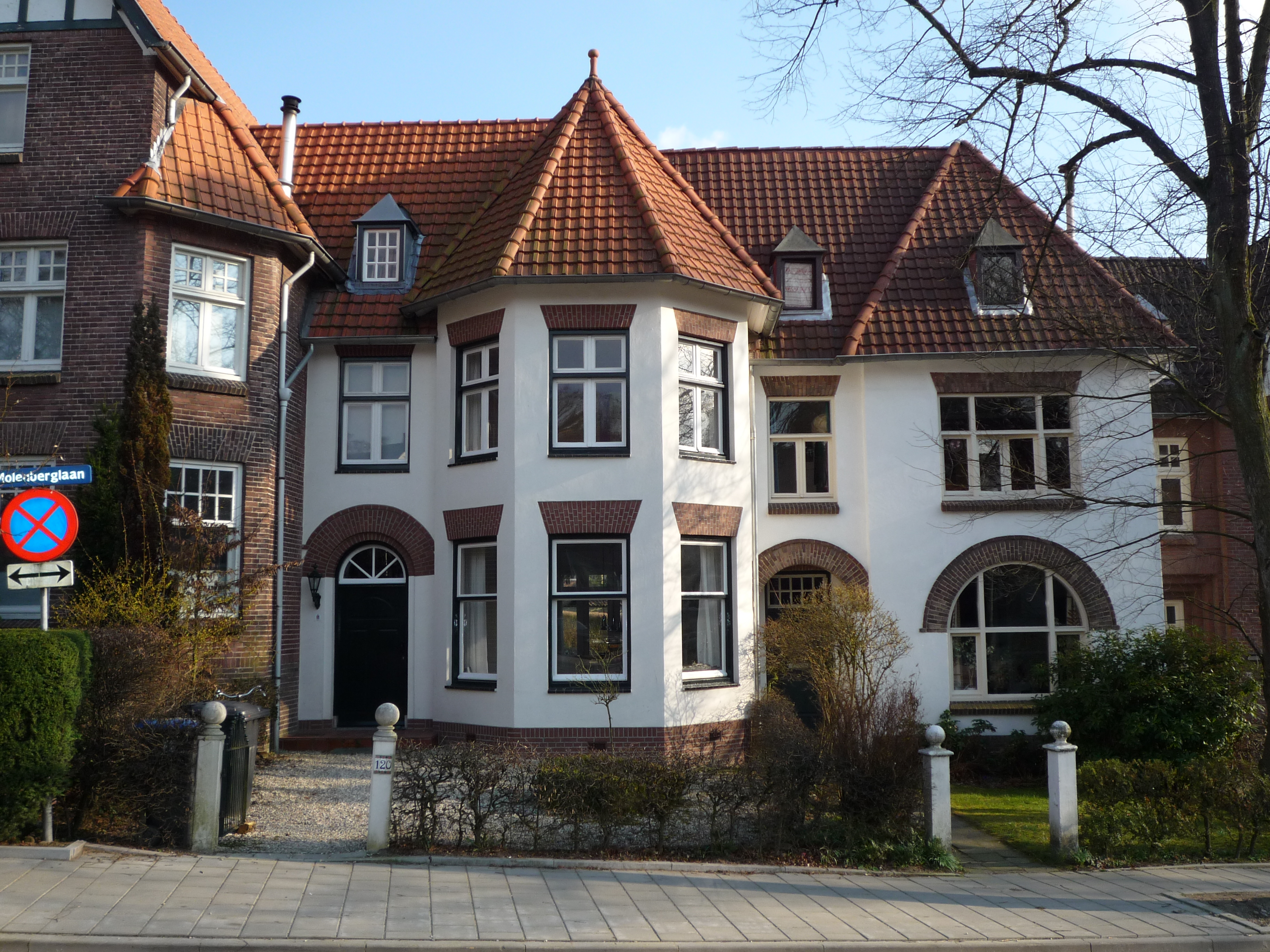
Molenberglaan
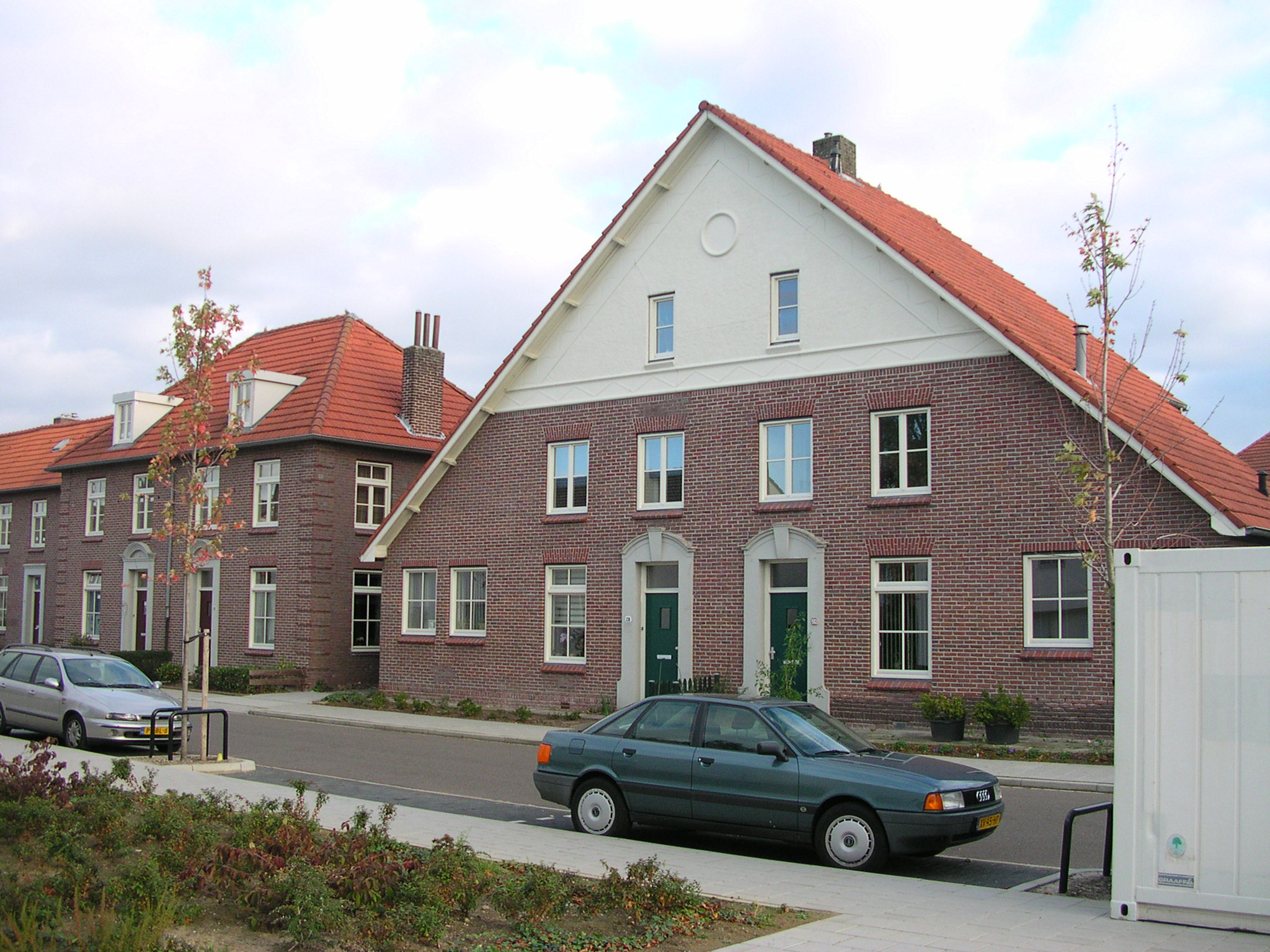
Vondelstraat

## Aanwijzing tot rijksbeschermd gezicht
De procedure voor aanwijzing werd gestart op 6 mei 2009. Het gebied is nog niet definitief aangewezen. Het beschermd gezicht beslaat een oppervlakte van 55,7 hectare. Het gebied omvat een groot deel van de wijk Molenberg.
Panden die binnen een beschermd gezicht vallen krijgen niet automatisch de status van beschermd monument. Wel zal de gemeente het bestemmingsplan aanpassen om nieuwe ontwikkelingen in het gebied te reguleren. De gezichtsbescherming richt zich op de stedenbouwkundige en cultuurhistorische waardering van een gebied en wil het toekomstig functioneren daarvan veiligstellen.